# Électrocyte
 (juin 2025).
Si vous disposez d'ouvrages ou d'articles de référence ou si vous connaissez des sites web de qualité traitant du thème abordé ici, merci de compléter l'article en donnant les références utiles à sa vérifiabilité et en les liant à la section « Notes et références ».

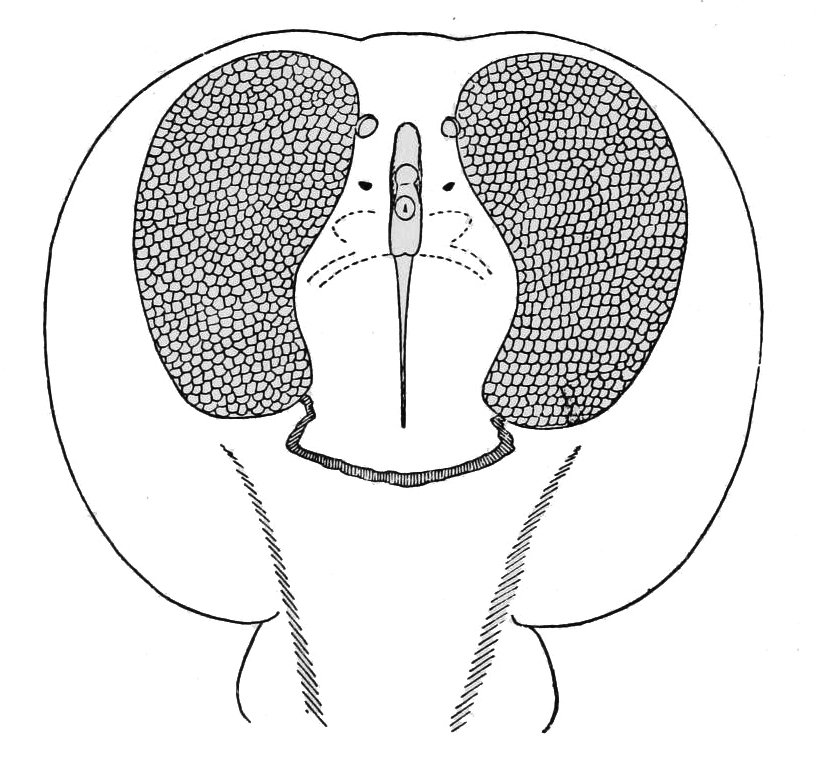
Emplacement des organes électriques chez la torpille.

Les électrocytes, ou cellules électriques, sont des cellules hautement spécialisées, capable de produire des décharges électriques. Elles sont présentes chez les poissons électriques. Ce sont des myocytes modifiés recevant des projections cholinergiques de neurones électromoteurs.
La jonction entre la terminaison cholinergique et les électrocytes ressemble beaucoup à la jonction neuromusculaire, ce qui lui a valu d'être un modèle apprécié dans la recherche en neuroscience pour la description de la transmission synaptique.
Chez l'anguille électrique, chaque électrocyte peut provoquer une tension de 0,15 V.
Chez la torpille et le gymnote, les électrocytes sont organisés dans des organes électriques. Chez la torpille, les organes électriques se situent près des muscles pectoraux et des branchies. Dans d'autres espèces, ils se situent à la base de la queue. Chez le poisson-chat électrique, les électrocytes sont répartis à la surface de l'épithélium, et en particulier dans la peau.
La production de décharge électrique sert surtout à la perception de l'environnement. Un champ électrique est produit, et les perturbations de ce champ sont perçues par des récepteurs. Certains poissons électriques sont néanmoins capables de produire des décharges de très forte intensité, pour se prémunir d'un prédateur, ou pour chasser une proie.